# الدوري الهولندي الممتاز 1894–95
الدوري الهولندي الممتاز 1894–95 (بالهولندية: Nederlands landskampioenschap voetbal 1894/95)‏ هو الموسم 7 من الدوري الهولندي الممتاز. أشرف على تنظيمه الاتحاد الملكي الهولندي لكرة القدم، وفاز فيه Koninklijke HFC ‏.